# HZ Волос Вероники
HZ Волос Вероники (лат. HZ Comae Berenices) — двойная звезда в созвездии Волос Вероники на расстоянии приблизительно 287 световых лет (около 87,9 парсек) от Солнца. Видимая звёздная величина звезды — от +9,81m до +9,71m. Возраст звезды определён как около 6,76 млрд лет.

## Характеристики
Первый компонент — жёлтый карлик, эруптивная переменная звезда типа RS Гончих Псов (RS) спектрального класса G8:V, или G8,3, или G9V, или K0. Масса — около 0,75 солнечной, радиус — около 1,25 солнечного, светимость — около 0,328 солнечной. Эффективная температура — около 5129 K.
Второй компонент — оранжевый карлик спектрального класса K4V*. Радиус — около 0,85 солнечного. Орбитальный период — около 3,558 суток.